# محمد جعفر شبر
السيّد محمد بن جعفر شُبّر الحسيني (1855 - 2 مارس 1928) عالم مسلم إيراني - عراقي. ولد في أصفهان وقرأ على أبيه مبادئ علوم العربية والمقدمات ولما جاوز العاشرة من عمره توفي أبوه سنة 1280هـ، وحضر بعد أبيه في الكاظمية على بعض العلماء فأكمل دور العلوم البيانية وشطراً من علم الأصول، ثم قرأ الأصول والدراية والفقه على جماعة منهم محمد حسين الهمداني وإبراهيم السلماسي الكاظمي وهادي الصدر. ثمّ هاجر إلى سامراء وحضر على محمد حسن الشيرازي وعليه تخرج. له عديد من المؤلفات منهم اكسير السعادات في أحكام العبادات و الفوائد الطبية و كشف اليقين في أُصول الدين وإلخ. توفي في البصرة ودفن في النجف بالعتبة العلوية. 

## سيرته
ولد محمّد بن جعفر بن عبد الله بن محمّد رضا شبّر الحسيني في أصفهان سنة 1272 هـ/ 1855 م ونشأ بها على والده المتوفّى سنة 1285 هـ، ثمّ غادرها إلى مدينة الكاظمية موطن أبيه وجدّه وقرأ بها المقدّمات الأدبية والشرعية، بعدها حضر الفقه وأُصوله والدراية على محمد حسين الهمداني وإسماعيل السلماسي وهادي الصدر.

انتقل إلى النجف وحضر بها مدّة على مدرّسيه، ثمّ هاجر إلى سامراء وحضر على محمد حسن الشيرازي وعليه تخرج. نزل البصرة بطلب من المؤمنين والأعيان من أهلها سنة 1303 فأقام بينهم داعياً ومرشداً لأحكام الدين فالتف حوله أهلها، وله بها خدمات دينية واجتماعية. توفي في البصرة 11 رمضان سنة 1346 هـ/ 2 مارس 1928 م ونقل إلى النجف ودفن بالصحن الشريف بحجرة رقم 2.

## مؤلفاته
- اكسير السعادات في أحكام العبادات
- الفوائد الطبية
- كتاب الأخلاق
- كشف اليقين في أُصول الدين
- الكشكول
- اللوامع في الطب
- مقتدى الأنام في شرح شرائع الإسلام
- هداية المستهدين في الفقه

وغيرها ممّا هو مخطوط.